# مواد المناظر الطبيعية الصلبة
مواد المناظر الطبيعية الصلبة مصطلح  يُستخدم من قبل ممارسي هندسة المناظر الطبيعية وتصميم الحدائق لوصف مواد البناء التي تستخدم لتحسين المناظر الطبيعية حسب التصميم. يستخدم المصطلح المقابل لمواد المناظر الطبيعية اللينة لوصف المواد النباتية مثل النباتات والأعشاب والشجيرات والأشجار وما إلى ذلك لتحسين المناظر الطبيعية أو الفضاء الخارجي.

## الأنواع
يمكن استخدام مجموعة واسعة من مواد المناظر الطبيعية الصلبة، مثل الطوب والحصى والصخور أو الحجر والخرسانة والأخشاب والقار والزجاج والمعادن.
تشمل أنواع الحصى الشائعة حصى البازلاء وحصى الجرانيت المسحوق.
يمكن لـ «المناظر الطبيعية الصعبة» أيضًا وصف الأثاث الخارجي ومنتجات المناظر الطبيعية الأخرى.

## المزايا
قد تتجنب مواد المناظر الطبيعية الصلبة مثل الحصى الحاجة إلى القص والري والتسميد والمبيدات.قد تكون مروج الحصى مفيدة أيضًا في المناطق التي لا ينمو فيها العشب بشكل جيد بسبب عدم كفاية ضوء الشمس.